# Архитектура Дагестана

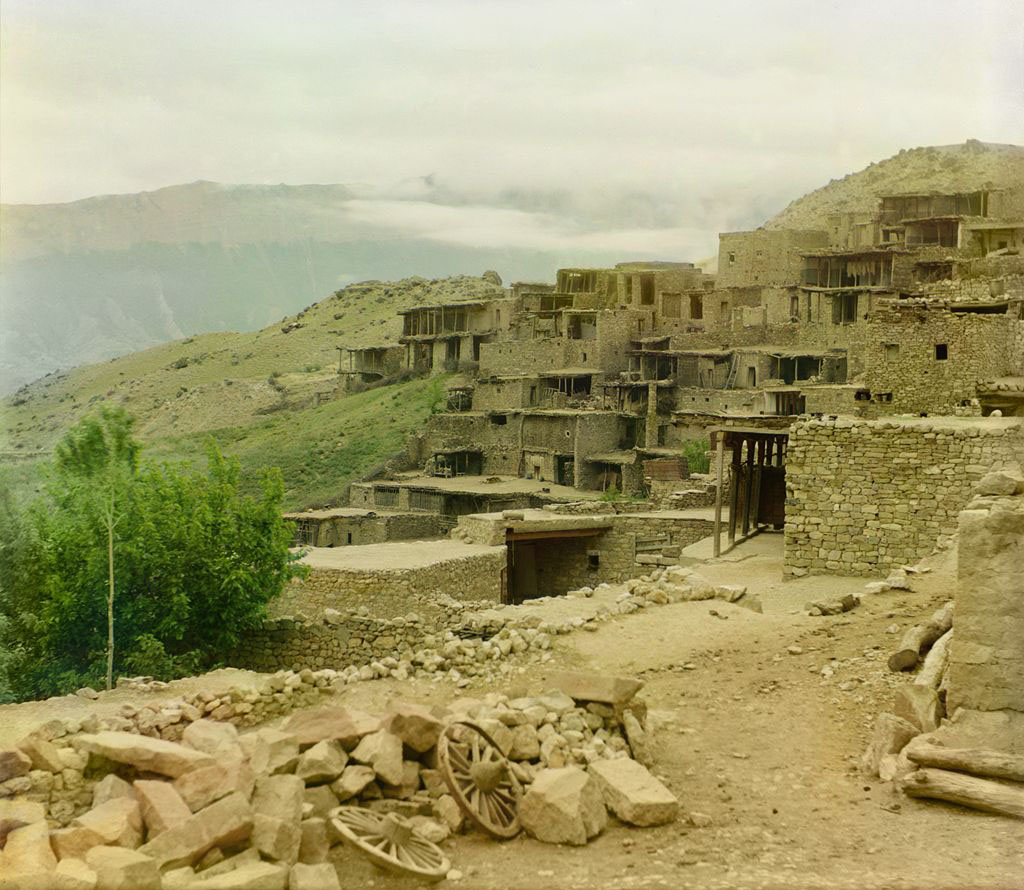
Аул Гимры

Архитектура Дагестана — самобытная архитектура народов Дагестана (аварская, даргинская, лезгинская, рутульская, табасаранская , кумыкская и другие), а также заимствования от соседей или иноземных завоевателей. Архитектура Дагестана формировалась в зависимости от особенностей исторических и местных природно-климатических условий, строительных материалов, обычаев, профиля хозяйства, традиций декоративно-прикладного искусства и прочего. Самобытная архитектура Дагестана связана с архитектурой аула, так всемирно известен аул Кубачи. Множество памятников дагестанской архитектуры, расположенных в 130 горных аулах, выявил искусствовед и исследователь Селим Хан-Магомедов, описав их в своих монографиях. Дагестан всегда был ареной борьбы народов и государств за обладание Каспийскими воротами от Чёрного к Каспийскому морю, из Юго-Восточной Европы в Переднюю Азию, поэтому войны вынуждали жителей Дагестана строить башни. Самая древняя боевая башня (XVII век) сохранилась в ауле Ицари, сторожевая (XVIII век) в ауле Корода. Многочисленные завоеватели (персы, тюрки, арабы, русские) влияли на архитектуру Дагестана, создавая свои поселения, свои оборонительные и культовые объекты. Не обошлось и без архитектурных заимствований у соседних народов.

## Этническая архитектура Дагестана
Самым многочисленным народом Дагестана признаются аварцы, а аварская архитектура является древнейшей архитектурой Дагестана. Самобытные аварские жилища относятся к XIV-XV векам и представляют собой каменные дома с плоской земляной крышей. Внутри дома обязательно есть культовый очаг и столб с капителью, украшенный резьбой и олицетворяющий благополучие семьи. Часто аварцы строили четырёх, пятиэтажные башни с отдельным входом на каждом этаже вблизи речек, на склонах гор и на вершинах хребтов.
Табасаранские мечети с двускатной кровлей и ступенчатыми щипцами не встречаются в других районах Дагестана. Самобытными являются табасаранское деревянное резное окно, резная дверь, деревянный ордер лоджии жилого дома, внутренние резные столбы мечетей.

## Всемирное наследие Юнеско
При Сасанидской империи были построены каменные укрепления Дербентской крепости (первое упоминание в VI в. до н. э.) с двумя крепостными стенами, идущими параллельно друг другу от берега Каспийского моря до гор Северного Кавказа. Внутри двух параллельных стен строился древний город Дербент. Цитадель, Древний город и крепостные сооружения Дербента в 2003 году были признаны всемирным наследием Юнеско.

## Арабский вклад в архитектуру Дагестана
Арабское племя курайшитов оставило после себя первое арабское поселение в Дагестане и России — крепость VI века Кала-Корейш . В Дагестане, в Дербенте находится самая древняя мечеть VIII века в России — Дербентская Джума-мечеть. Представляет собой образец арабской архитектуры и является прототипом всех мечетей России, хотя перестроена на остатках христианской базилики (следы христианства в Дагестане обнаруживаются ещё, например, в виде христианского храма IX века в местечке Датуна). Также известна мечеть Уркарахе XI века.

## Ширвано-апшеронская архитектурная школа
В XIV-XV веках государство Ширваншахов повлияло на весь Восточный Кавказ, включая Дагестан, принеся влияние архитектуры Ширвана, ширвано-апшеронской архитектурной школы. В Дагестане следствием влияния, к примеру, стала декоративная стенка ворот Орта-капы в Дербенте.

## Русские крепости Кавказской войны XIX века
Кавказская война оставила после себя в Дагестане многочисленные русские крепости — Аранинская, Ахтынская, Гунибская и другие.